# Lengua clásica
Lengua clásica es una expresión usada para denominar a ciertas lenguas muertas que — aún después de su desaparición como lengua vehicular habitual de una comunidad de hablantes — siguen siendo estudiadas y empleadas con propósitos culturales particulares y de indagación lingüística por su rasgo matricial.
En Europa, las lenguas clásicas por antonomasia son el latín y el griego antiguo, mientras que el sánscrito ha cumplido funciones similares en el subcontinente indio y en regiones adyacentes a él. También el chino clásico ha sido una lengua de cultura en China, Japón, Corea y Vietnam. En América se reconoce estas características en el maya clásico (Ch’olti’), el náhuatl clásico y el quechua clásico.
Frecuentemente, las lenguas clásicas son una fuente de raíces y formantes para neologismos científicos y de otro tipo. Tanto el griego como el latín, el sánscrito y el chino clásico han cumplido esta función en diferentes regiones del planeta. Antiguamente, el sumerio fue una lengua clásica en el imperio acadio y en el babilónico. En el antiguo imperio egipcio, el egipcio clásico siguió siendo aprendido aun cuando la lengua hablada era el egipcio demótico.